# Palacio Fajardo
Pour les articles homonymes, voir Palacio et Fajardo.
Palacio Fajardo est l'une des cinq paroisses civiles de la municipalité de Rojas dans l'État de Barinas au Venezuela. Sa capitale est Mijagual. En 2018, sa population s'élève à 6 334 habitants.

## Géographie

### Démographie
Hormis sa capitale Mijagual, la paroisse civile possède plusieurs localités, dont :
- Agua Negra
  - Agua Negra del Norte
  - Agua Negra del Sur
- Caño de Hacha
- Chispiadero
- Colonia Mijagual
- Costa del Diablo
- Curito Abajo
  - Curito Abajo Norte
  - Curito Abajo Sur
- El Caidero
- La Arena
- La Raya
  - La Raya Abajo
  - La Raya Arriba
- Los Pajales
- Los Paraparitos
- Masparro Arriba
- Mijagual
- Playa Colorada